# Frank Bunce
Frank Eneri Bunce (Auckland, 4 de febrero de 1962) es un exjugador neozelandés de rugby que se desempeñaba como centro.

## Selección nacional
Debutó con Samoa en 1991 y los representó en cuatro partidos. En 1992 fue convocado a los All Blacks y jugó regularmente con ellos hasta su retiro internacional frente al XV de la Rosa en diciembre de 1997. En total disputó 59 partidos y marcó 21 tries (105 puntos).

### Participaciones en Copas del Mundo
Participó de dos Copas del Mundo: Inglaterra 1991 jugando para Samoa y llegando a cuartos de final al ser eliminados por Escocia. Cuatro años más tarde en Sudáfrica 1995 jugó para los All Blacks, el tremendo equipo no pudo ganar el torneo perdiendo la final ante los Springboks.
| Mundial                       | Sede       | Resultado        | PJ | Tries |
| ----------------------------- | ---------- | ---------------- | -- | ----- |
| Copa Mundial de Rugby de 1991 | Inglaterra | Cuartos de final | 4  | 1     |
| Copa Mundial de Rugby de 1995 | Sudáfrica  | Subcampeón       | 5  | 2     |

## Palmarés
- Campeón del Rugby Championship de 1996 y 1997.
- Campeón del South Pacific Championship de 1988, 1989 y 1990.
- Campeón de la ITM Cup de 1987, 1988, 1989 y 1990.